# Trichosanthes subvelutina
Trichosanthes subvelutina är en gurkväxtart som beskrevs av F. Müll. och Célestin Alfred Cogniaux. Trichosanthes subvelutina ingår i släktet Trichosanthes och familjen gurkväxter. Inga underarter finns listade i Catalogue of Life.